# Croix (christianisme)
Pour les articles homonymes, voir Croix (homonymie).

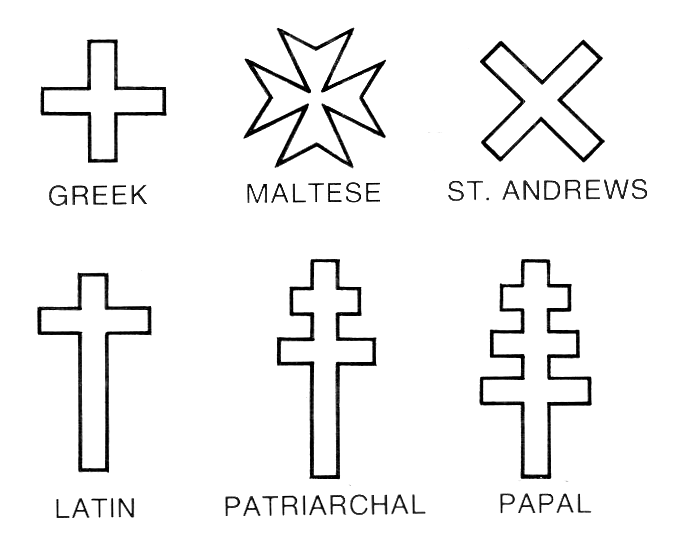
Types de croix chrétiennes.

La croix est le principal symbole du christianisme. Considérée de nos jours comme l'image du gibet de la Crucifixion du Christ, elle appartient à une symbolique plus ancienne.
C'est à partir du IVe siècle que la croix s'impose comme l'emblème du christianisme : elle est adoptée, selon la tradition, par l'empereur Constantin le Grand au côté du chrisme (☧). Son culte débute à cette époque et après la diffusion de la légende de l'invention de la relique de la « Vraie Croix » par la mère de l'empereur. Au cours des IVe et Ve siècles, ce symbole commence à orner les édifices religieux. À partir du VIe siècle, la croix est régulièrement associée aux représentations du Christ.
La staurologie (du grec stauros, « croix ») est la théologie de la croix dans la littérature chrétienne.

## Histoire

### Un symbole universel
L’image de la croix est antérieure de plusieurs siècles à Jésus de Nazareth. Julien Ries rappelle son caractère universel : on la retrouve entre autres dans les civilisations mésopotamiennes, élamites, amérindiennes... Elle n'a pas obligatoirement une fonction religieuse : aujourd'hui encore, la croix peut aussi servir de signature à des illettrés.

### Le signe dutav

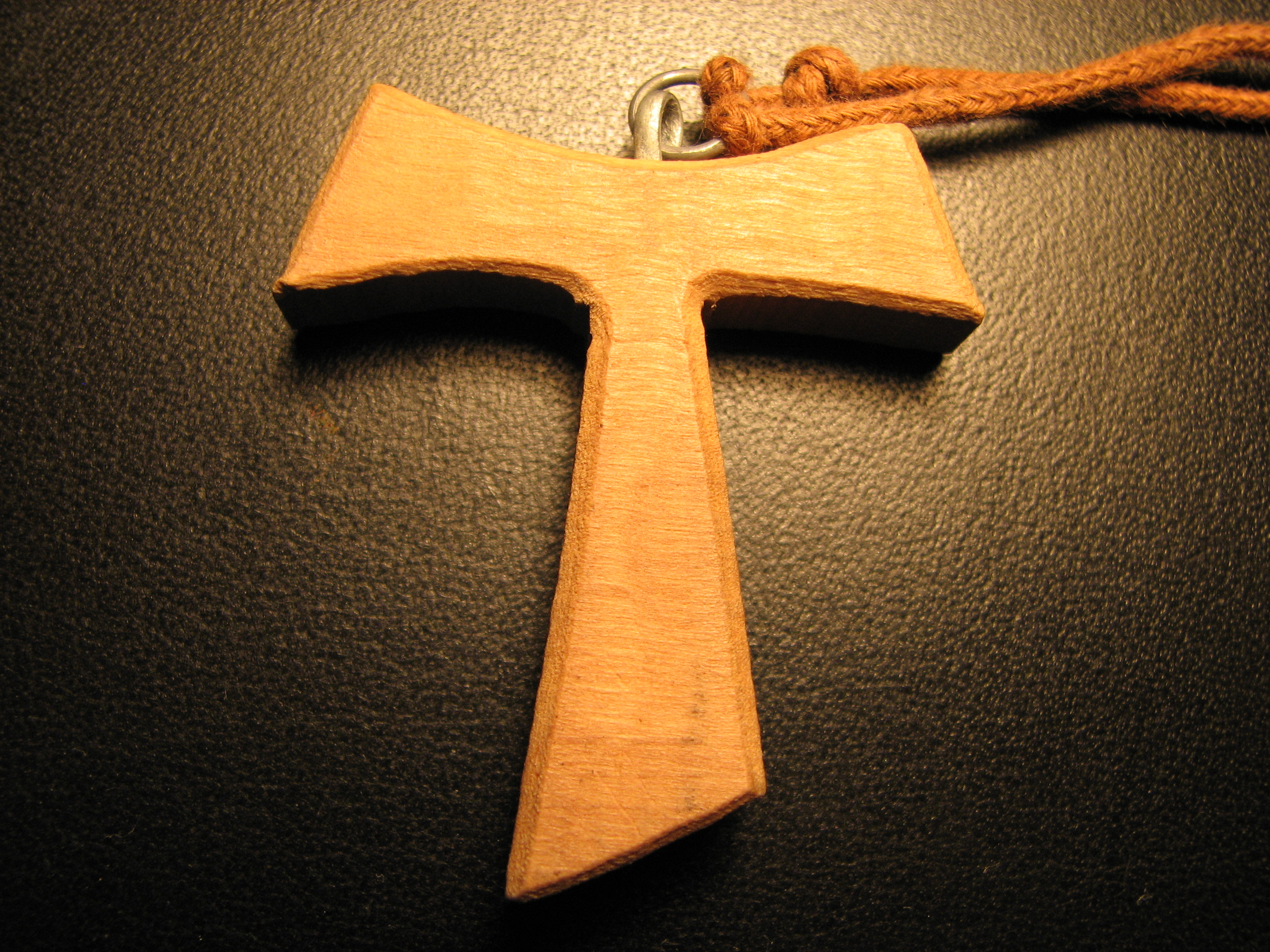
La croix en forme de tau, emblème des Antonins puis des Franciscains, est également une référence au passage (9:4-6) du Livre d'Ézéchiel.

Le geste de tracer un signe de croix sur le front est un des rites chrétiens les plus anciens. Utilisé lors du baptême, ou tracé en symbole de protection, il se réfère à une prophétie du Livre d'Ézéchiel (9:4-6) : « Passe par le milieu de la ville, et marque d'un tav le front des hommes ». Les 144 000 élus mentionnés dans l'Apocalypse portent également au front un signe marquant leur consécration à Dieu, probablement en référence au signe tav d’Ézéchiel.
Le tav est la dernière lettre de l'alphabet hébreu. Dans sa forme archaïque, elle équivaut à une croix en diagonale (x) ou à la verticale (+) (x). La graphie (x) est encore en usage à l'époque de Jésus de Nazareth, au moins partiellement. Comme l'oméga grec, le tav représente Dieu ou le Nom de Dieu. Son usage comme symbole d'appartenance à la communauté messianique semble déjà présent chez les esséniens.
Pour les premiers chrétiens, être marqué d'un tav au front signifie être marqué d'une croix : quand, par exemple, l'auteur du Pasteur d'Hermas parle de « porter le Nom de Dieu », il veut dire « être marqué au front du tav », donc du signe de la croix ou, autrement dit, être baptisé. Cela laisse supposer que le tav était lié au nom même de Jésus-Christ, incarnation de la Parole de Dieu. Il est attesté par Tertullien comme une pratique rituelle habituelle pour les chrétiens aux alentours du début du IIIe siècle. Les Romains le rangent parmi les pratiques magiques.

### Les premiers symboles chrétiens

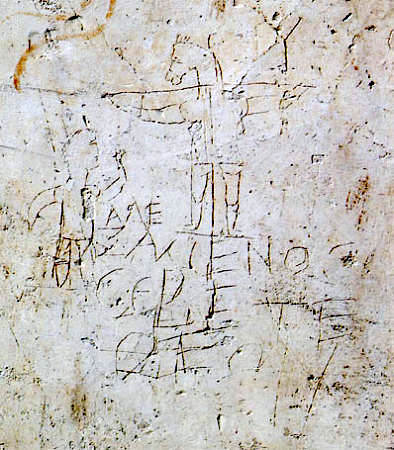
Crucifié à tête d'âne, graffiti d'Alexamenos, IIIe siècle, conservé au Musée du Palatin.

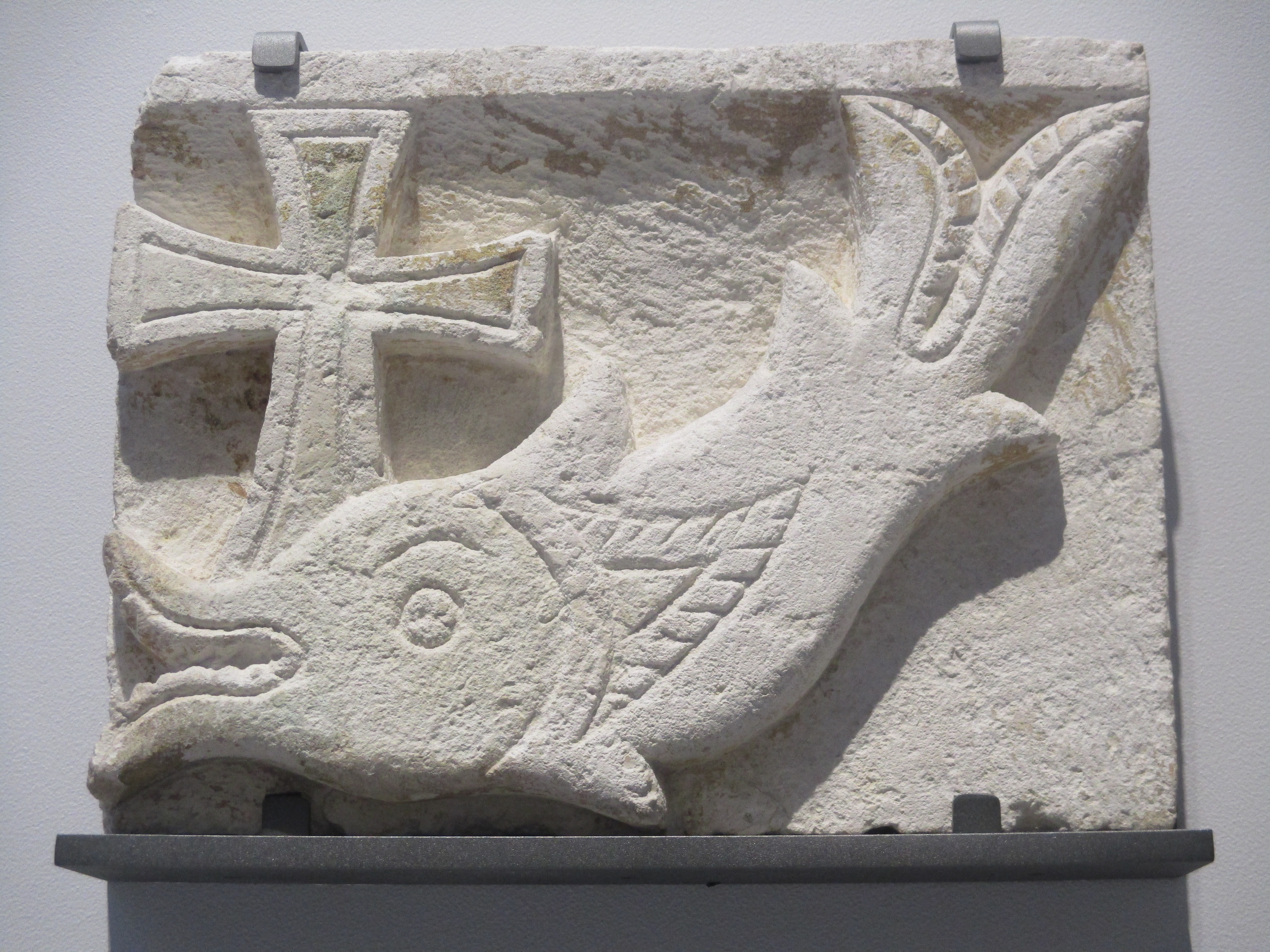
Poisson et croix, 400-500, Égypte byzantine, conservé au Louvre.

D'une manière générale, avant le IIIe siècle, les premiers chrétiens usent de figures variées comme la lyre, l'ancre de marine, un bateau au vent, l'orante, le criophore (« porteur d'un bélier »), la colombe ou le poisson. Ce dernier symbole s'écrit en grec IXΘYΣ, « ichthus », acronyme de l'expression Iêsous Christos Theou Uios Sôtêr, c’est-à-dire « Jésus Christ, Fils de Dieu Sauveur ». On trouve également l'usage de symboles issus de l'iconographie romaine, comme la palme ou le laurier.
On a longtemps expliqué que le symbole de la croix, parce qu'il évoquait la croix du supplice, image d'une mort humiliante, ne faisait pas partie des premiers symboles du christianisme. Cette explication est désormais battue en brèche par un examen renouvelé de l'épigraphie qui atteste des représentations multiples de croix ou de symboles cruciformes évoquant Jésus, par exemple dans les thermes de Neptune à Ostie (seconde moitié du IIIe siècle), dans la crypte de Lucine de la Catacombe de Sainte-Calixte à Rome (fin IIe siècle-début IIIe siècle) ou encore sur des bagues chrétiennes du IIIe siècle, accompagnées d'autres symboles. 
En outre, il semble que la croix soit très tôt utilisée par les adversaires des chrétiens pour les tourner en dérision : exposé au musée du Palatin, le graffiti d'Alexamenos, datant du début du IIIe siècle, représente un âne crucifié surplombant la mention « Alexamenos adore [son] Dieu ». Il s'agit peut-être — et paradoxalement — de la plus ancienne représentation de la Crucifixion connue à ce jour.

### Symbole du christianisme
On identifie quelques croix dans l'iconographie chrétienne avant le règne de l'empereur Constantin Ier, notamment dans une inscription découverte à Palmyre (datée de 136) — qui pourrait constituer la première trace répertoriée de son usage — ou encore à Doura Europos (232). 
À partir du IVe siècle, la croix devient l'un des emblèmes de la chrétienté, adopté par l'empereur Constantin Ier au côté du chrisme (☧), à la suite d'un épisode miraculeux notamment rapporté par Eusèbe de Césarée dans son Histoire ecclésiastique au cours duquel Constantin aurait, peu avant de s'engager dans la bataille du pont Milvius, eu la vision d'un signe — une croix ou un chrisme, cela reste ambigu— apparaissant dans le ciel et accompagné du message : « In hoc signo vinces » (« par ce signe tu vaincras »). La victoire de Constantin constitue ainsi un tournant dans l'histoire des symboles du christianisme, éclairant croix et chrisme d'une lumière qu'ils n'avaient jamais connue précédemment dans l'art chrétien.  
L'adoption du symbole est encore renforcée quelques décennies plus tard lorsque commence à circuler la légende de l'invention du bois de la « vraie croix »  par Hélène, mère de l'empereur, lors de son séjour à Jérusalem que la tradition situe entre 325 et 327, à l'occasion des travaux ordonnés par ce dernier pour éliminer les édifices païens du Golgotha. Suivant cette tradition, Hélène laisse un morceau de la relique sur place en la basilique du Martyrium de l'église du Saint-Sépulcre et en envoie un autre à Constantinople. L'épisode constitue bientôt un élément central de la légende constantinienne, lançant le culte de la croix — dans un parallèle liant le couple Hélène-Constantin à celui formé par la Vierge Marie et son fils Jésus — qui se développe à partir des années 340. 
L'usage du symbole se développe dès lors sur des maisons, des sarcophages, des pièces de monnaie, des lampes, des coffrets, des vêtements, et d’autres objets ou bien comme tatouages aux vertus propitiatoires ou protectrices,. Au cours des IVe et Ve siècles, la croix commence à orner les édifices religieux : si Constantin et sa famille ne sont pas les promoteurs d'une impulsion iconographique, ils le sont d'une architecture cultuelle qui, parmi d'autres ouvrages, voit s'édifier la basilique Sainte-Croix-de-Jérusalem à Rome. 

La plus ancienne attestation de « croix-trophée » se trouve sur un sarcophage daté de 340-350 et conservé au musée Pio Cristiano. Une des plus anciennes représentations de la croix dans une église en France est une mosaïque, datée du IVe siècle, transposée de Syrie du nord dans l'église d'Antony en 1991.

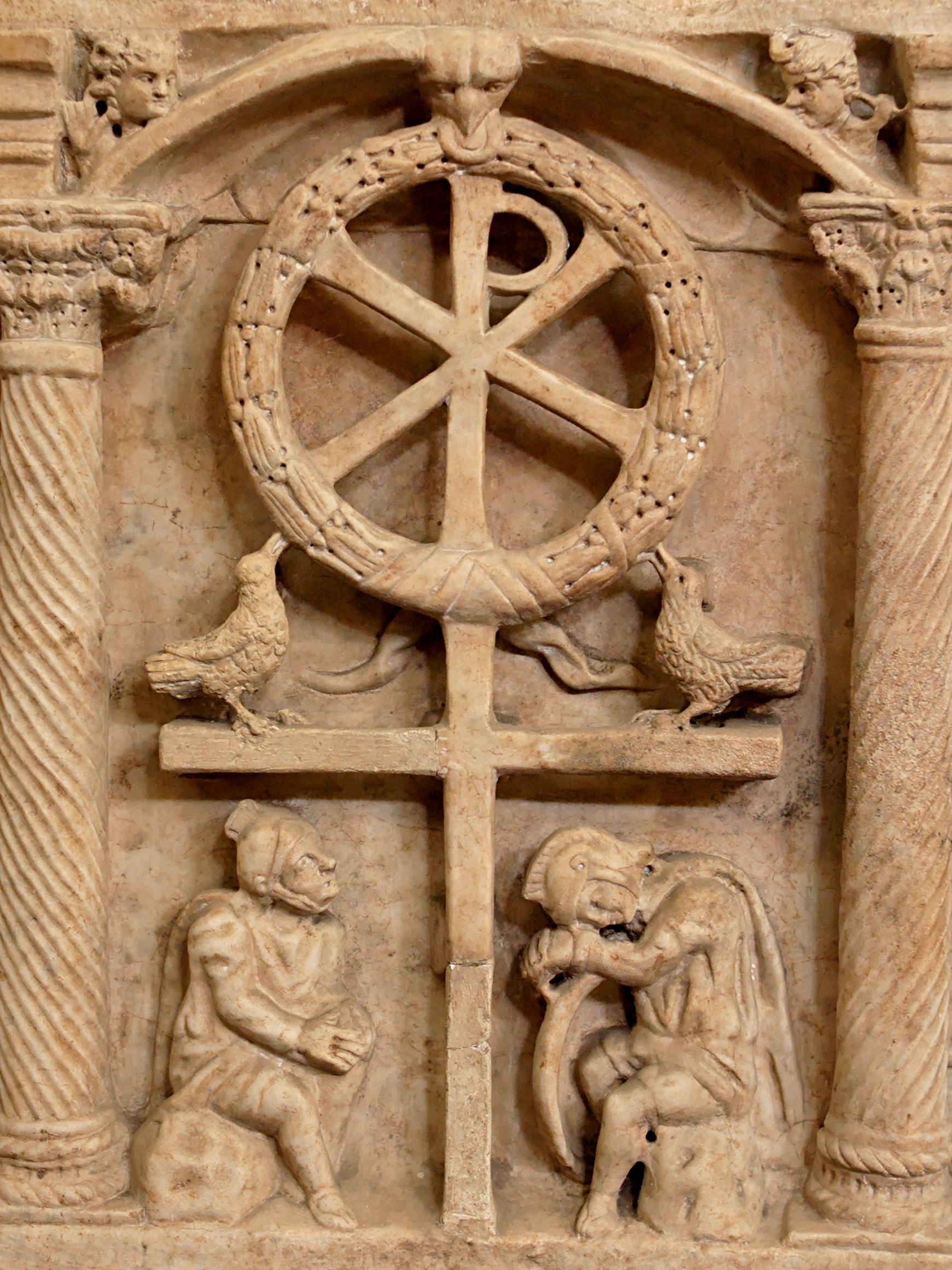
Anastasis, vers 350, musée Pio Cristiano.
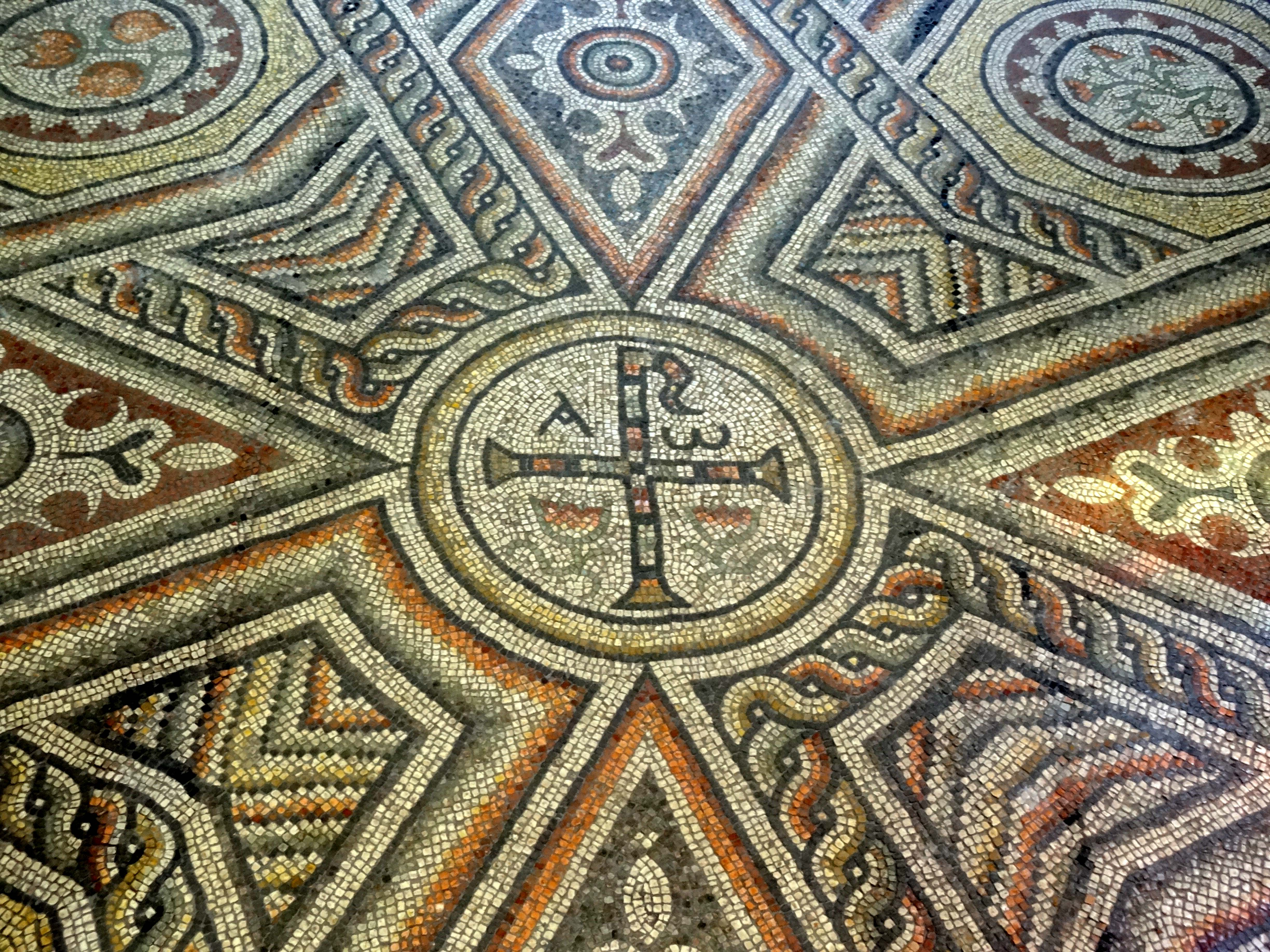
Mosaîque de Syrie, IVe siècle,église d'Antony.

Théodose II interdit en 427 de dessiner la croix sur le sol : elle ne doit figurer que dans les endroits les plus honorables des lieux de culte. L'interdiction est maintenue sous le règne de Valentinien III (419-455), mais elle est ignorée dans les églises de Palestine au Ve siècle et VIe siècle, où l'on retrouve des croix en mosaïque de pavement.

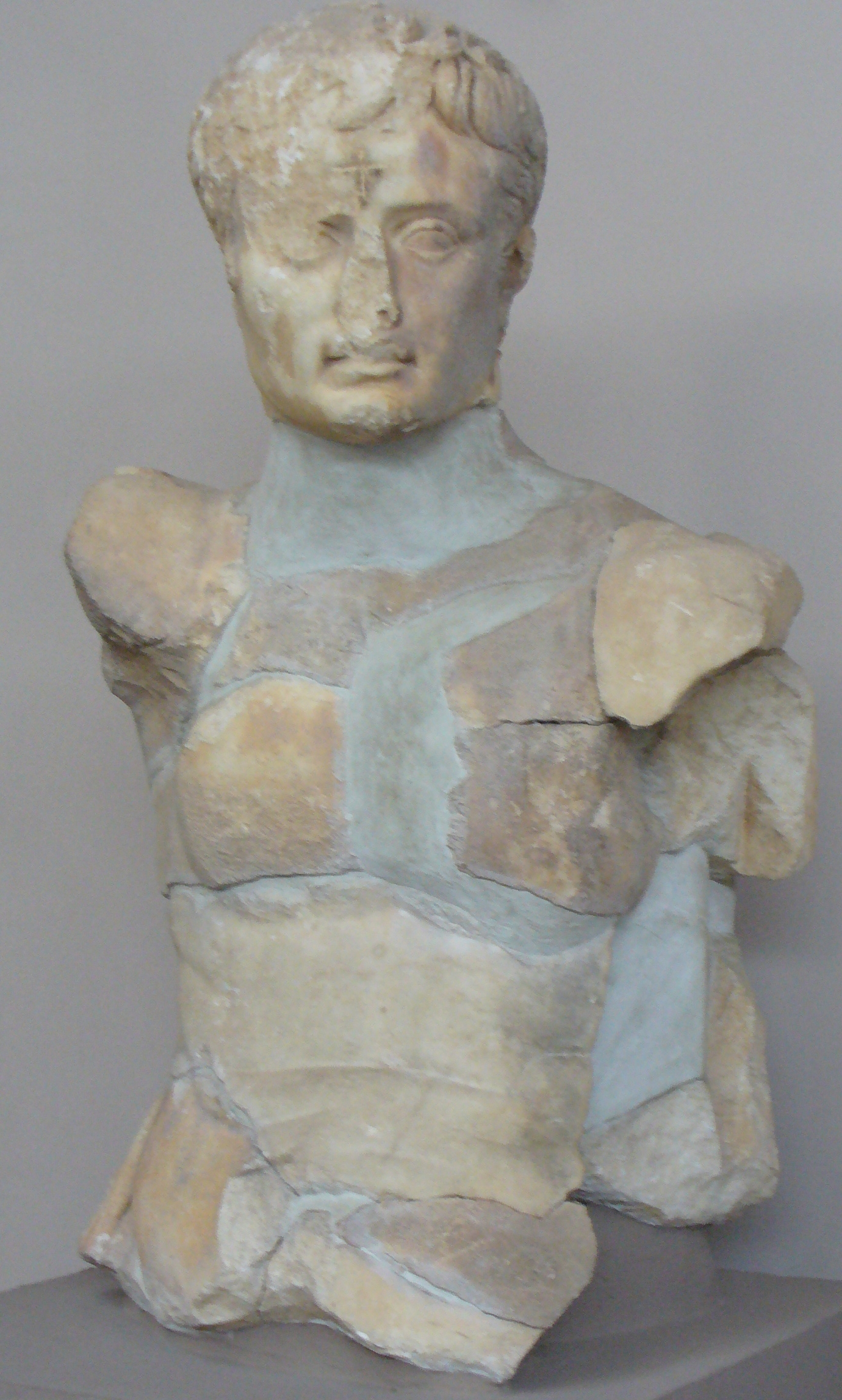
Statue d'Auguste divinisé marquée de la croix chrétienne sur le front, Musée archéologique d'Éphèse.

Avec l'avènement progressif de la croix comme emblème principal de la chrétienté, on assiste à une « christianisation » des effigies et des édifices liés à des cultes différents ou plus anciens par l'apposition d'une croix, comme en témoigne la statue de l'empereur Auguste transformé a posteriori en pénitent chrétien par l'ajout d'une croix sur son front.

### Premières représentations du Christ en croix
Sur la porte en bois de l'église Sainte-Sabine de Rome (Ve siècle), la crucifixion à l'angle supérieur gauche serait l'exemple le plus ancien d'une telle représentation. Devant une muraille rappelant Jérusalem, un Christ athlétique, vêtu du subligaculum, est entouré des deux larrons au visage imberbe. « Les croix sont étrangement absentes. Le visage du Christ est de type syro-palestinien, barbu, entouré d'une longue chevelure. Les bras ont la position de l'orant… Les paumes des mains tournées vers le spectateur font voir la tête arrondie des clous... Les pieds des trois crucifiés reposent sur l'encadrement du bas et ne sont pas cloués »
À partir du VIe siècle, la croix est régulièrement associée aux représentations du Christ.
Dans la cathédrale de Narbonne, primitivement dédiée à Genès d'Arles, une peinture, probablement d'origine orientale, montre un Christ imberbe, ceint seulement du subligaculum, pagne d'athlète typique de l'Antiquité romaine. Cette figure du crucifié quasi nu, de type hellénistique, va disparaitre au cours du VIe siècle. Grégoire de Tours raconte en 593 dans son De Gloria Martyrium que le Christ apparut en songe par trois fois à un prêtre nommé Basile, pour en dénoncer la nudité et le menacer de mort s'il ne la couvrait pas. Dans les représentations postérieures, comme celles des évangiles de Rabula, il est revêtu le plus souvent d'un colobium (tunique longue).
Au cours du Moyen Âge, il y eut débat car l'Évangile selon Jean dit que les soldats romains se partagent la tunique du Christ (Jn 19:23-24). Les artistes à partir du VIIIe siècle délaissent progressivement le colobium au profit du périzonium qui s'impose vers le XIe siècle, créant différents styles de drapés

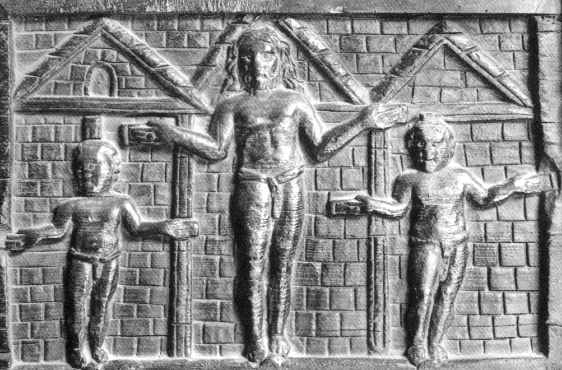
L'église Sainte-Sabine de Rome, vers 430.
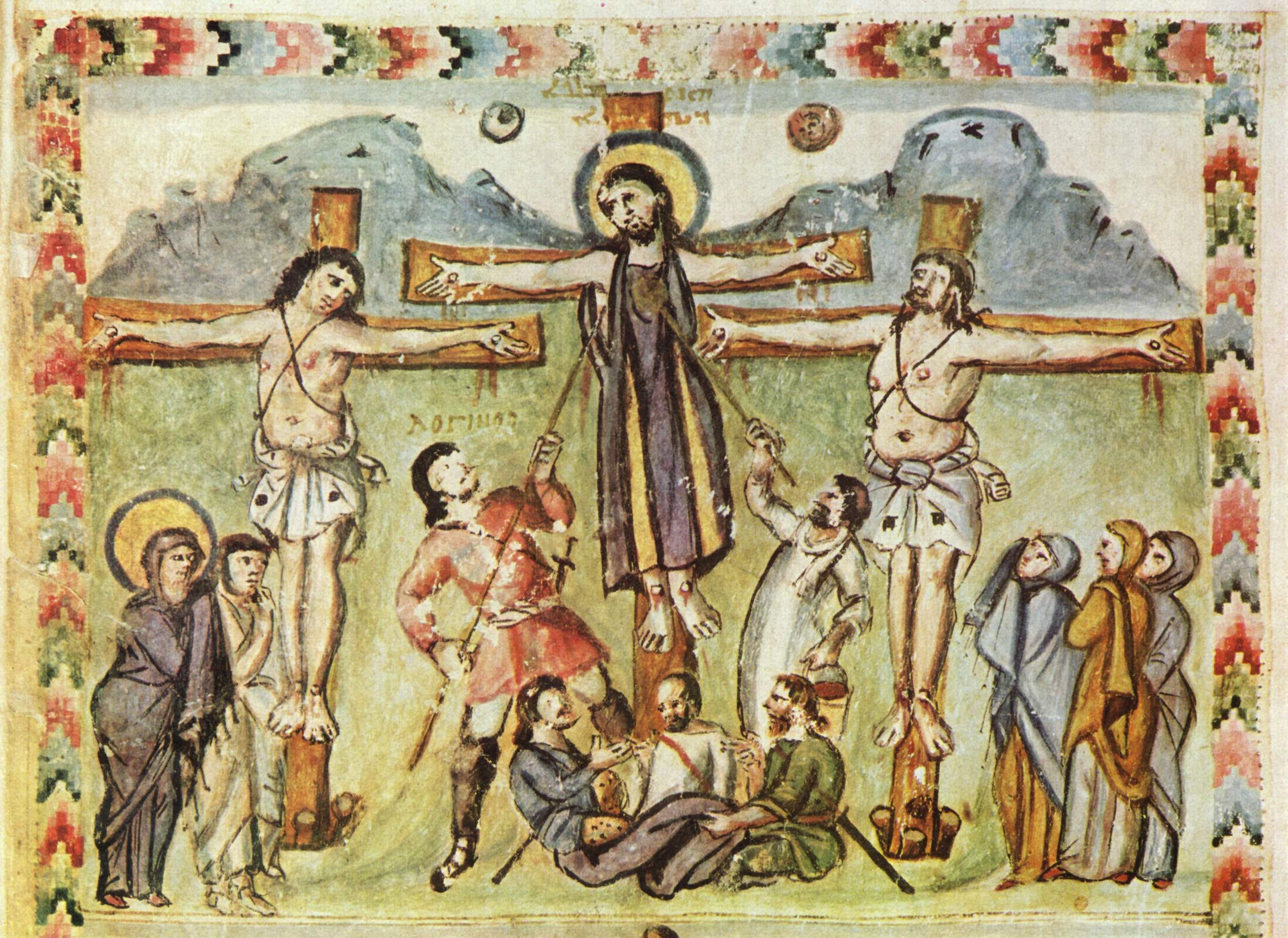
Les Évangiles de Rabula, 586.

### Usages dans les Églises
Dans l'Église catholique la croix latine est aussi utilisée comme base du crucifix qui représente le supplicié sur la croix. La croix est portée en procession lors des pèlerinages, des rassemblements et des cérémonies religieuses.
Dans l'Église orthodoxe c'est la croix grecque qui est la plus représentée. En particulier chez les Serbes et les Russes, on ajoute une barre horizontale en bas de la barre verticale. Cette barre symbolise le lien entre les pécheurs et le Christ sauveur. Elle est penchée vers la gauche (côté du mauvais larron qui n'est pas sauvé), son côté droit étant plus haut (côté du bon larron sauvé par le Christ). La croix arménienne représentée dans les monuments a une forme fleurée, et est nommée khatchkar.
Dans l'Église éthiopienne, les bâtons de prière ou maquamaya, croix en forme de tau, sont utilisés par les chantres dans les danses liturgiques.
Dans les Églises chrétiennes évangéliques, la croix christique est souvent utilisée sur les bâtiments ou dans la salle de rencontre .

## Variantes

### Croix monumentales
Des croix monumentales se rencontrent sur des carrefours, au bord des routes, à l'entrée de propriétés et au milieu des cimetières, principalement depuis le XVIIe siècle en Italie. Des inscriptions ou des symboles permettent parfois de préciser leur finalité : ex-voto, croix de mission, croix de la Passion, Chemin de croix monumental ou marques sur les chemins de Compostelle avec les croix à coquilles. Le mot calvaire est également utilisé pour décrire le lieu comprenant une croix et parfois deux autres, soit celles du mauvais Larron et du bon Larron qui ont été crucifiés avec Jésus-Christ.

### Types de croix
Il existe de nombreux styles de croix : grecque, latine, celtique, potencée, gemmée...
Parmi les diverses variantes de croix chrétiennes, on dénombre : 
- croix latine
- croix en tau ou croix de saint Antoine
- croix de saint André
- croix de saint Georges (croix rouge sur fond blanc)
- croix de saint Pierre (croix latine renversée utilisée pour le martyre de saint Pierre qui, selon la légende, par humilité envers Jésus le Christ ne s'est pas estimé assez digne pour mourir dans la même position que son Dieu)
- croix serbe
- croix papale
- croix grecque (les branches sont de même longueur et se croisent en leur milieu) +
- croix fleur-de-lysée
- croix fourchée (« Y », croix en tau dont la branche supérieure est brisée vers le haut)
- croix pointue (trois pattes plaine et une pointe ou pique vers le bas)
- croix potencée ou croix scoute, (croix grecque avec des tau aux extrémités de chaque branche)
- croix ancrée (croix grecque avec des ancres aux extrémités de chaque branche)
- croix russe (croix latine avec une barre sur la branche inférieure)
- croix orthodoxe (croix patriarcale avec une barre sur la branche inférieure)
- croix tréflée ou croix de saint Maurice (croix grecque avec des trèfles aux extrémités de chaque branche)
- croix recroisetée (croix grecque avec des petites croix grecques aux extrémités de chaque branche)
- croix d'Anjou ou croix de Lorraine ou patriarcale
- croix de Malte ou croix de saint Jean
- croix de Jérusalem (croix potencée dont chaque région contient une croix grecque)
- croix occitane
- croix huguenote
- croix scandinave
- croix dominicaine
- croix pattée (croix dont les branches s'élargissent à leur extrémité en forme de patte (on dit aussi formé)) ✠
- croix arménienne (croix latine dont les branches ont deux branches à leur extrémité en forme de trèfles)
- croix celtique
- croix éthiopienne
- croix double (une face avec le christ, une avec une Vierge à l'Enfant, le plus souvent croix de chemin d'époque Renaissance)

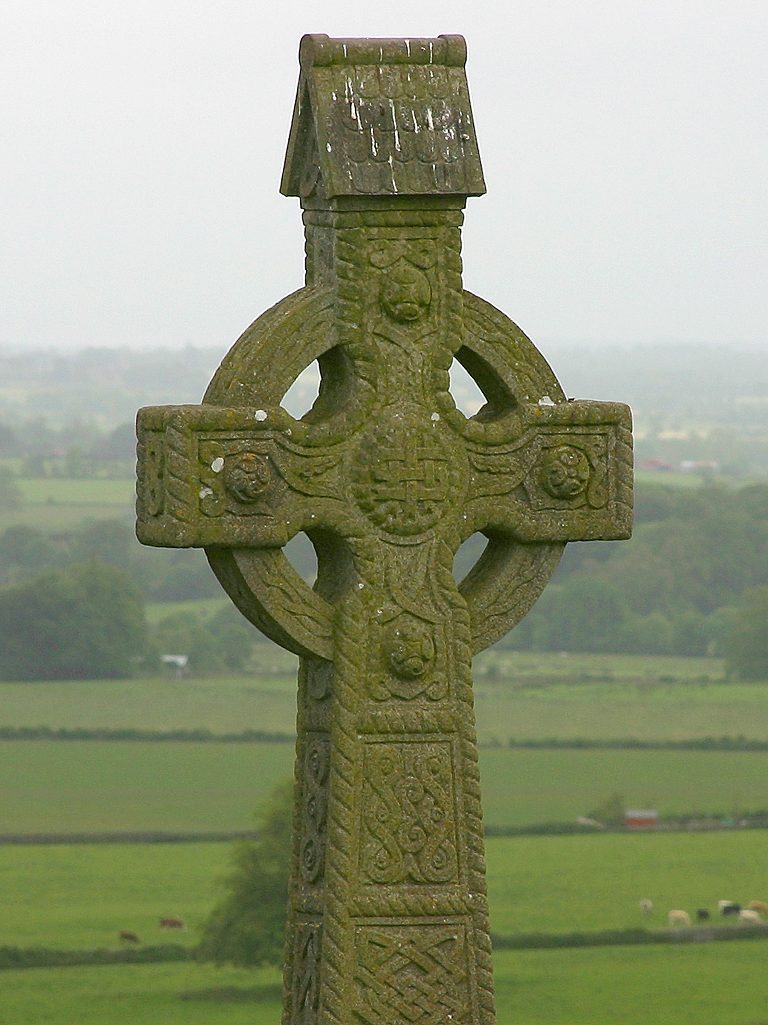
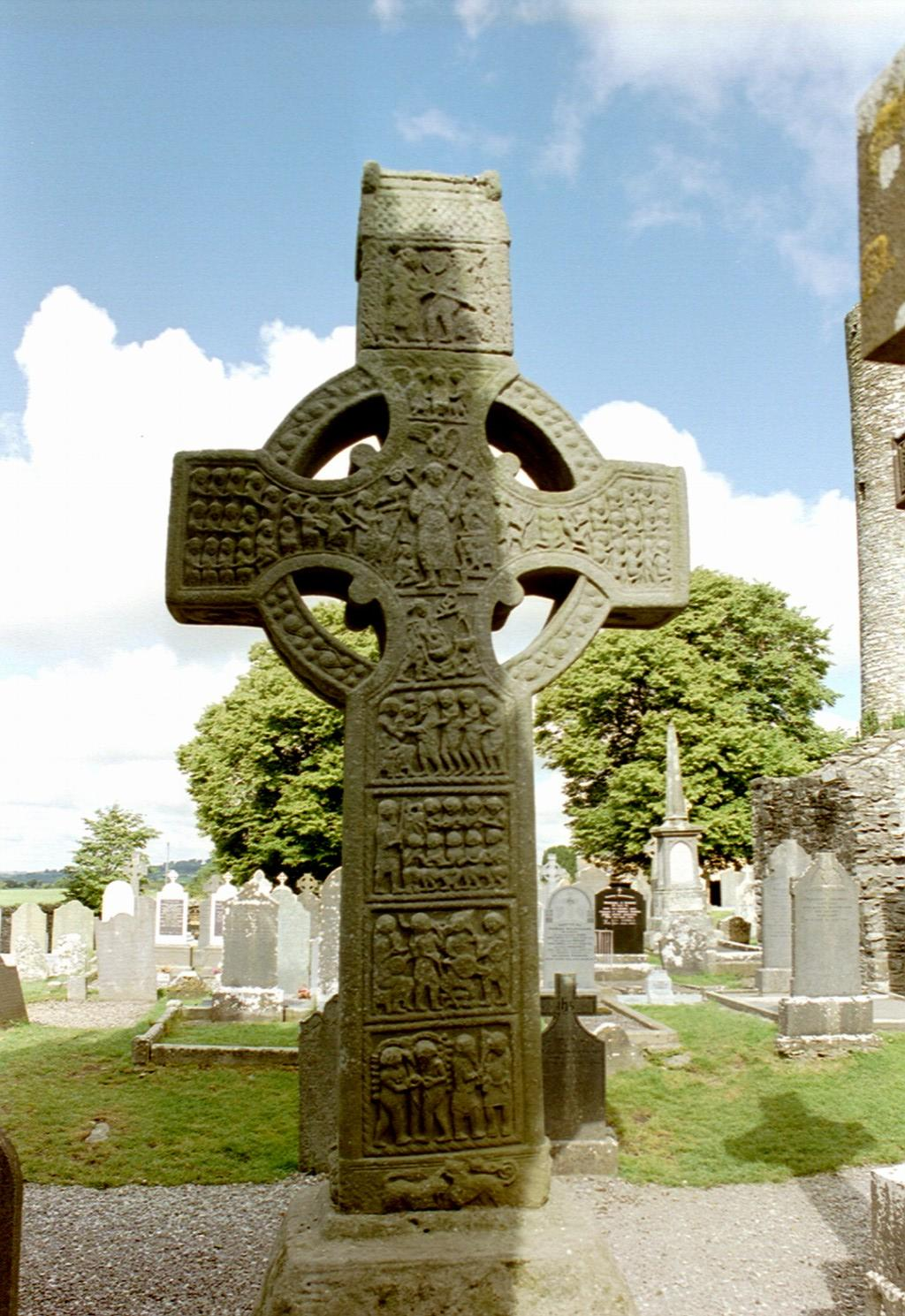
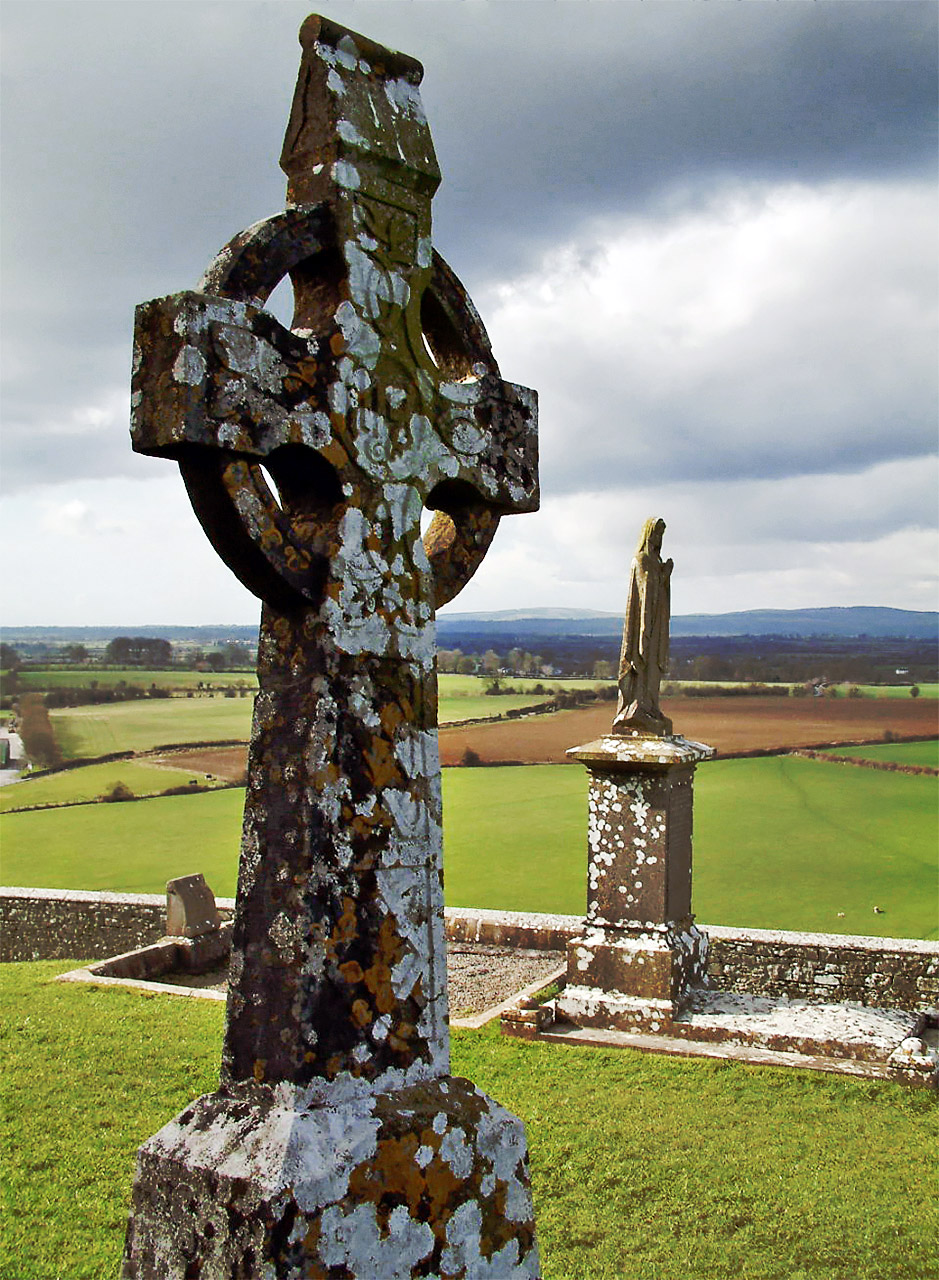
Croix celtique irlandaise.
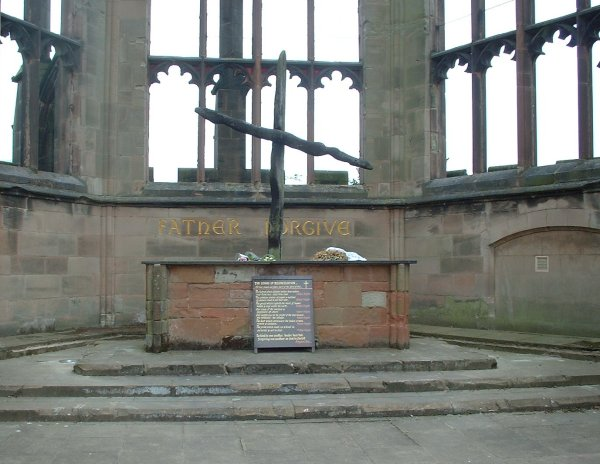
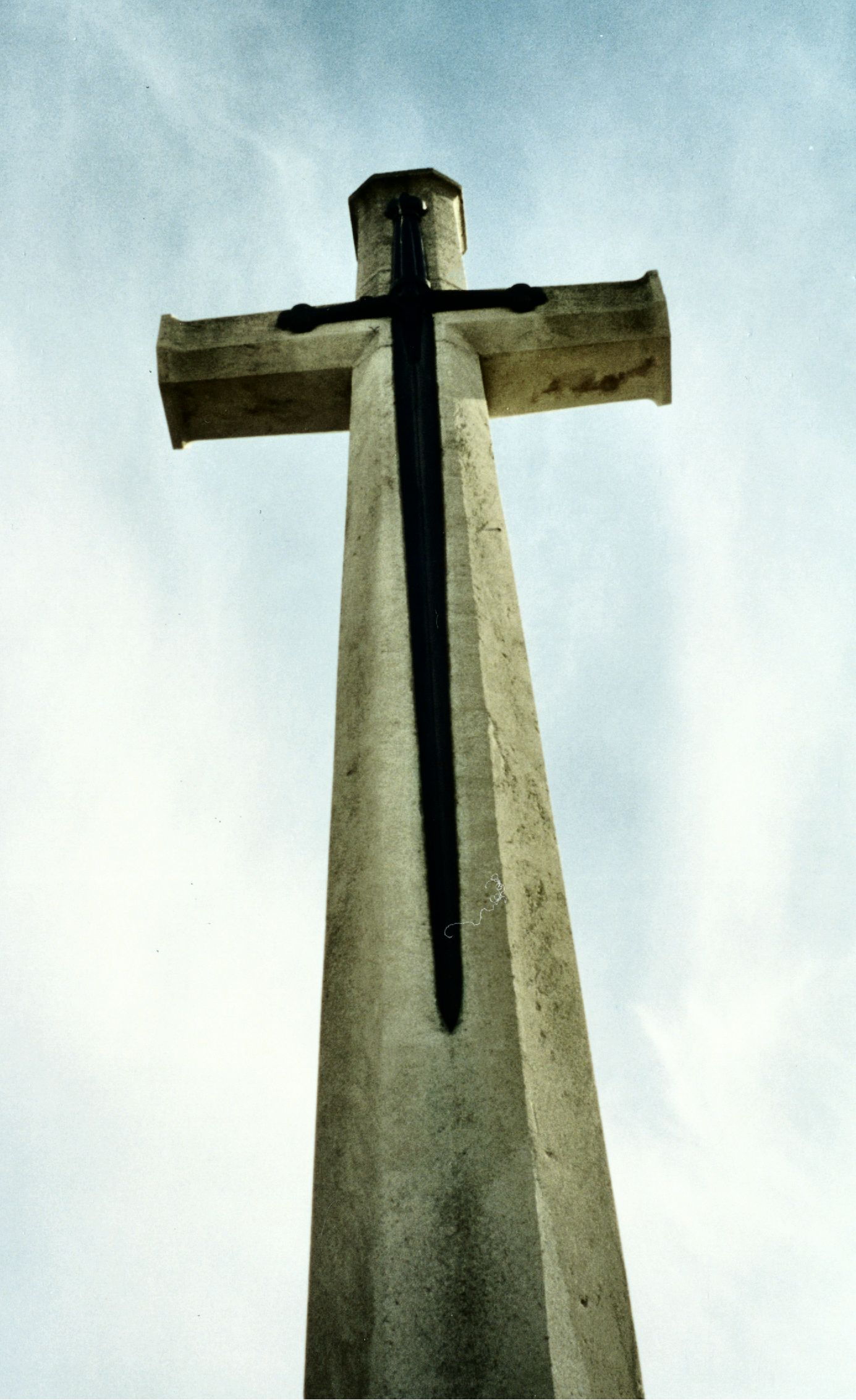
Cimetière militaire britannique.
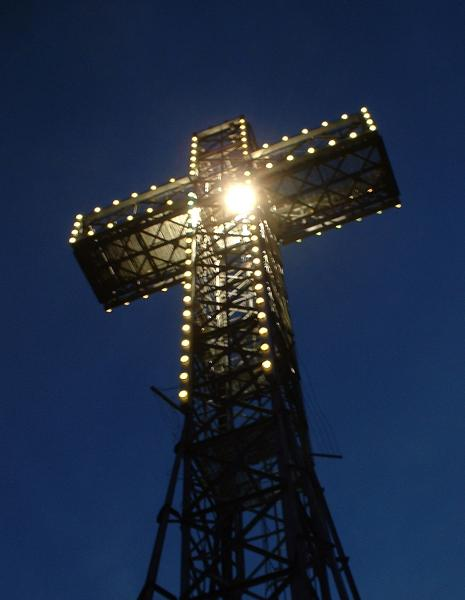
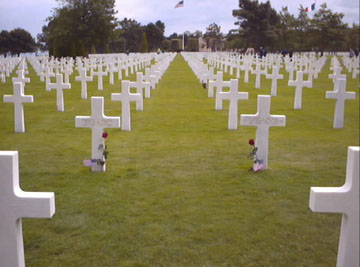
Cimetière militaire en Normandie.
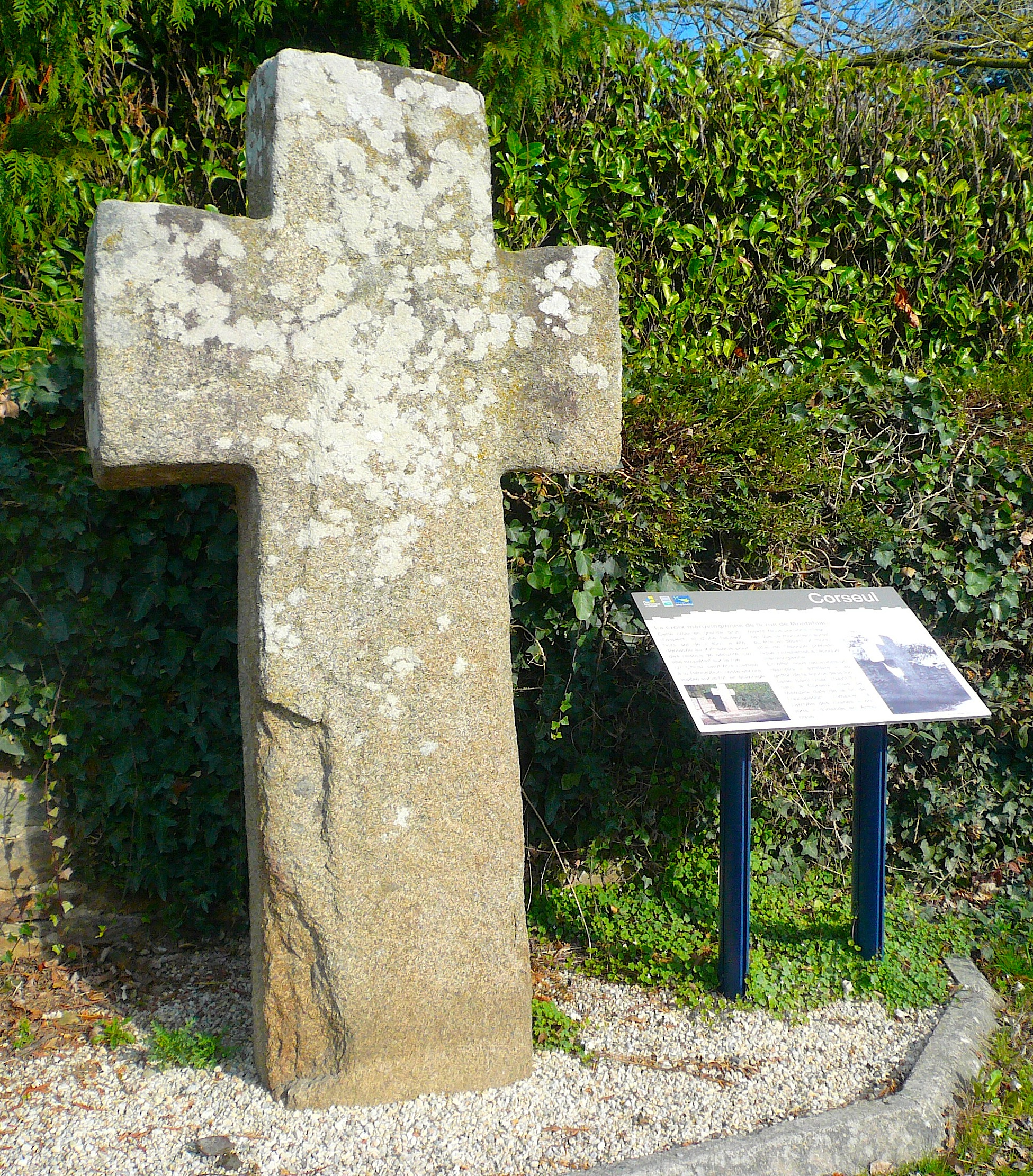
Croix mérovingienne à Corseul dans les Côtes-d'Armor.
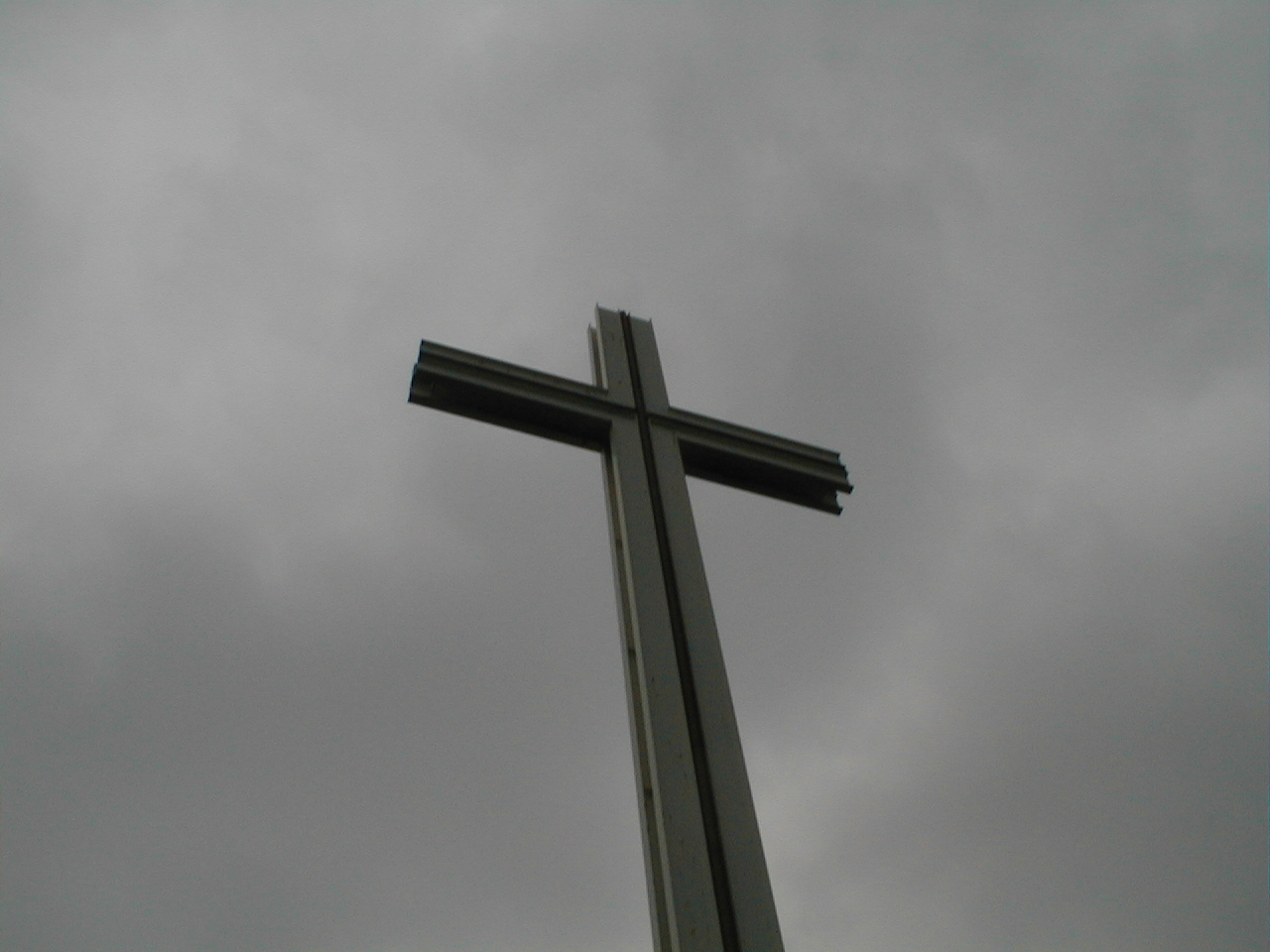
Croix commémorative pour la visite du Pape Jean Paul II en 1979 à Dublin.
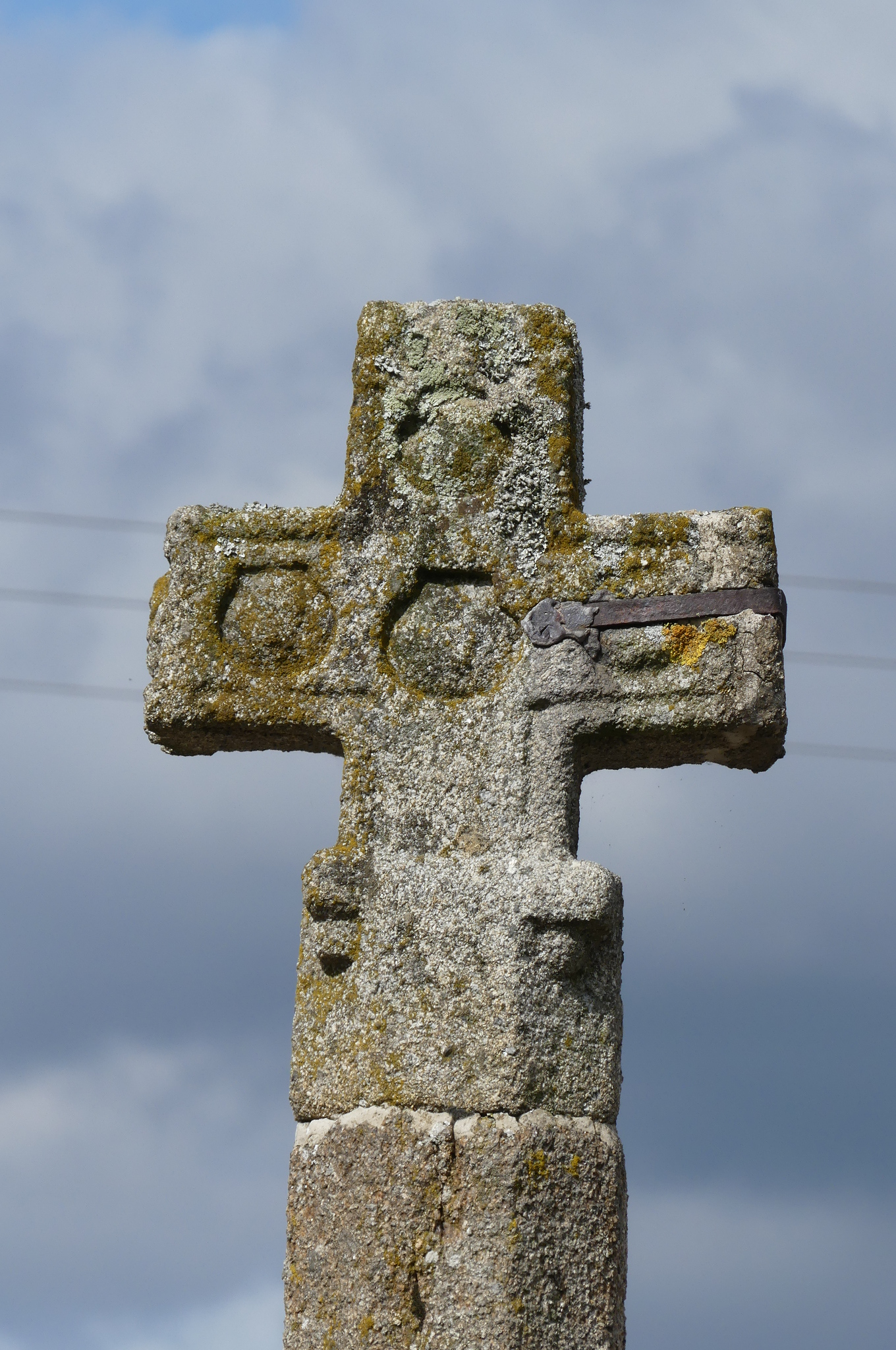
Croix de cimetière renaissance à coquilles (chemins montois).
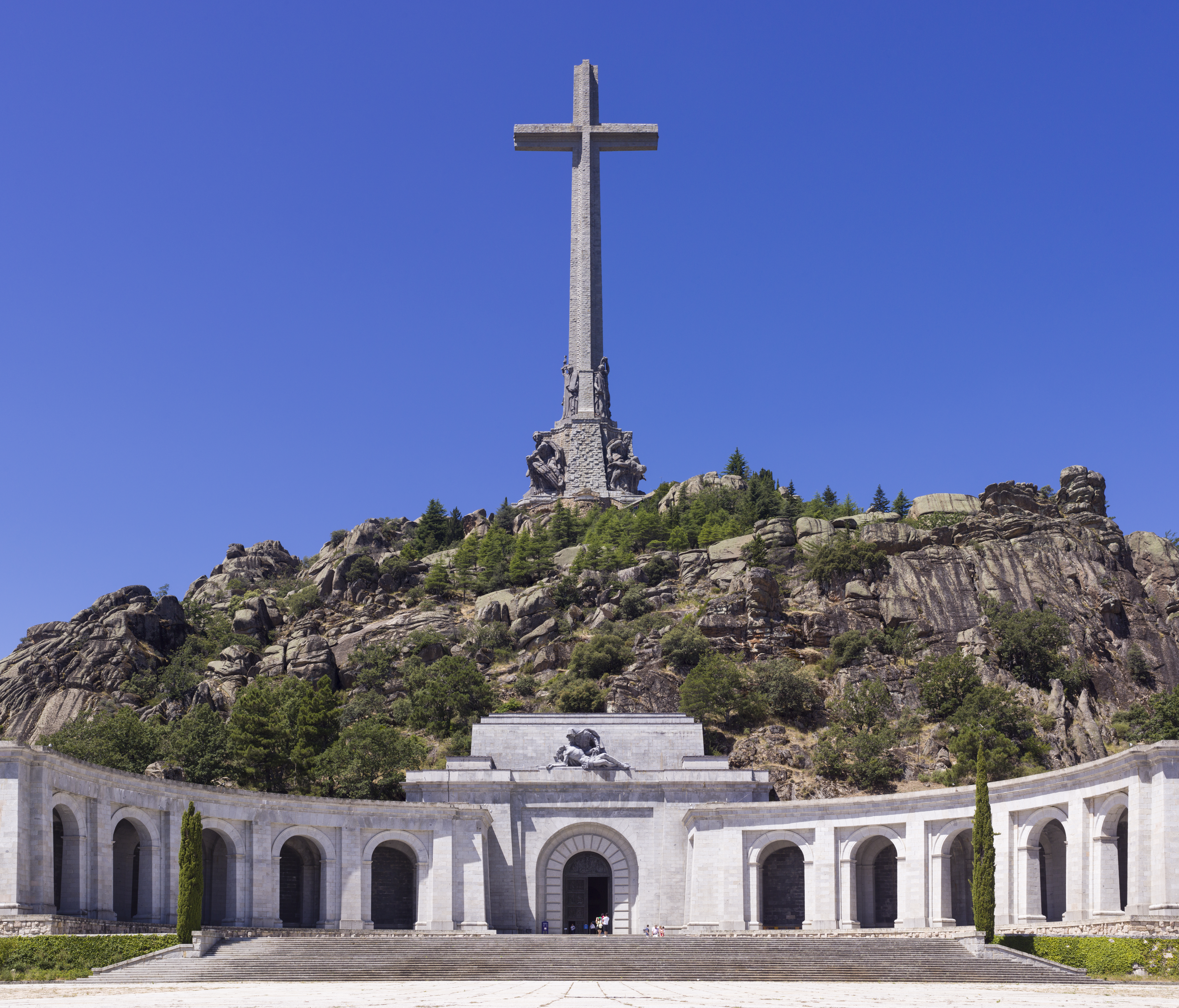
Croix à la Valle de los Caídos.
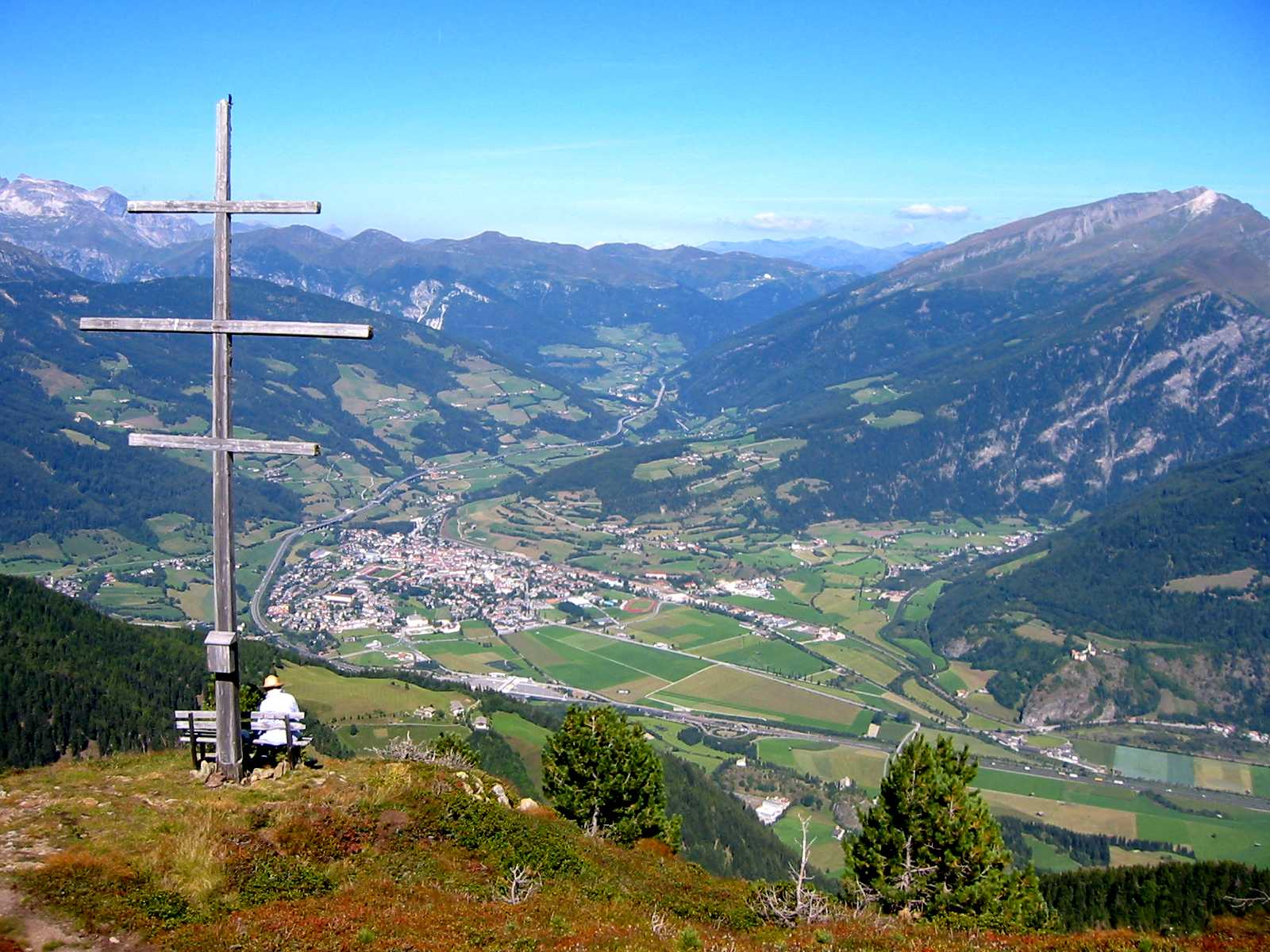
Croix de sommet, Vipiteno (Italie).
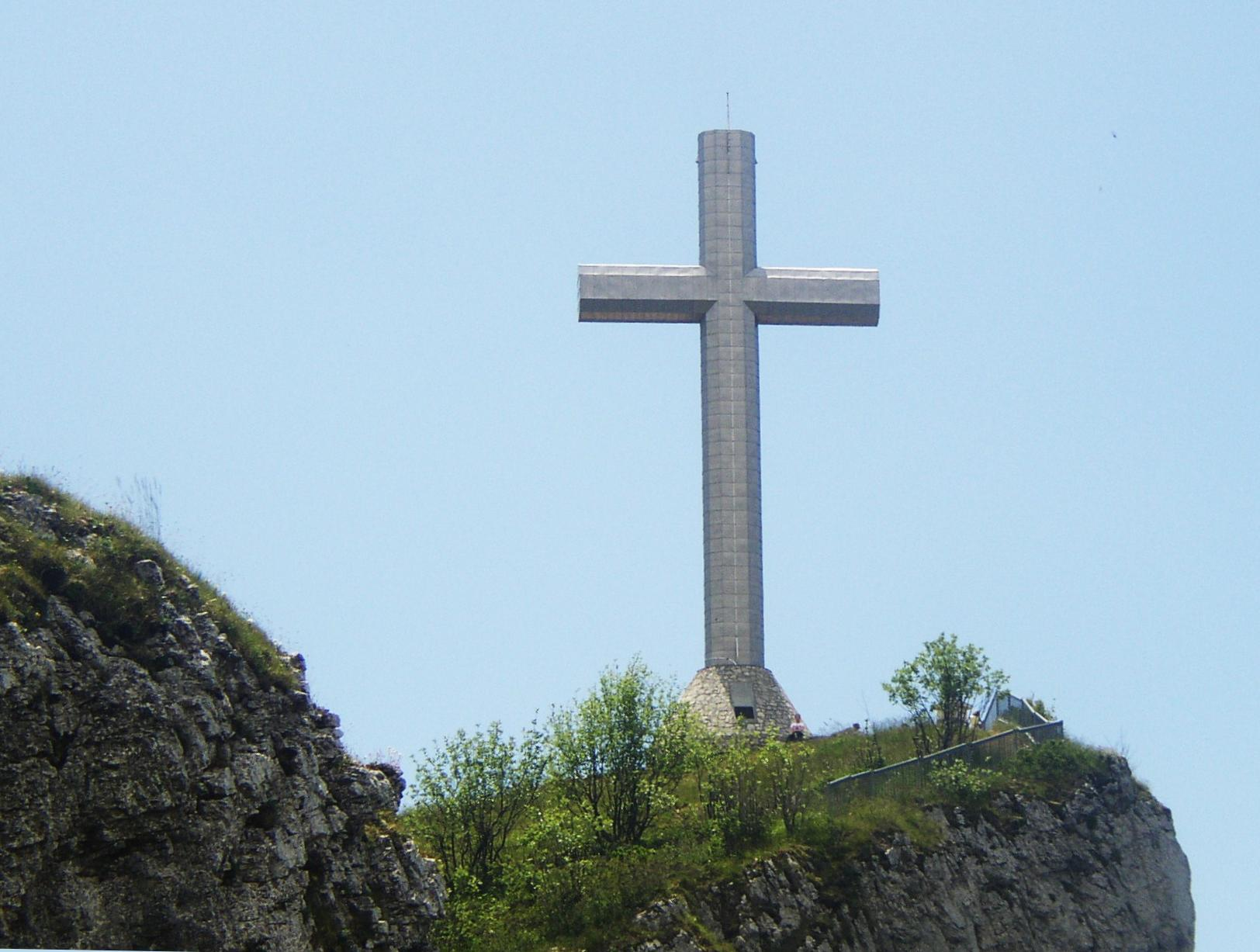
Croix du Nivolet à Chambéry en Savoie.
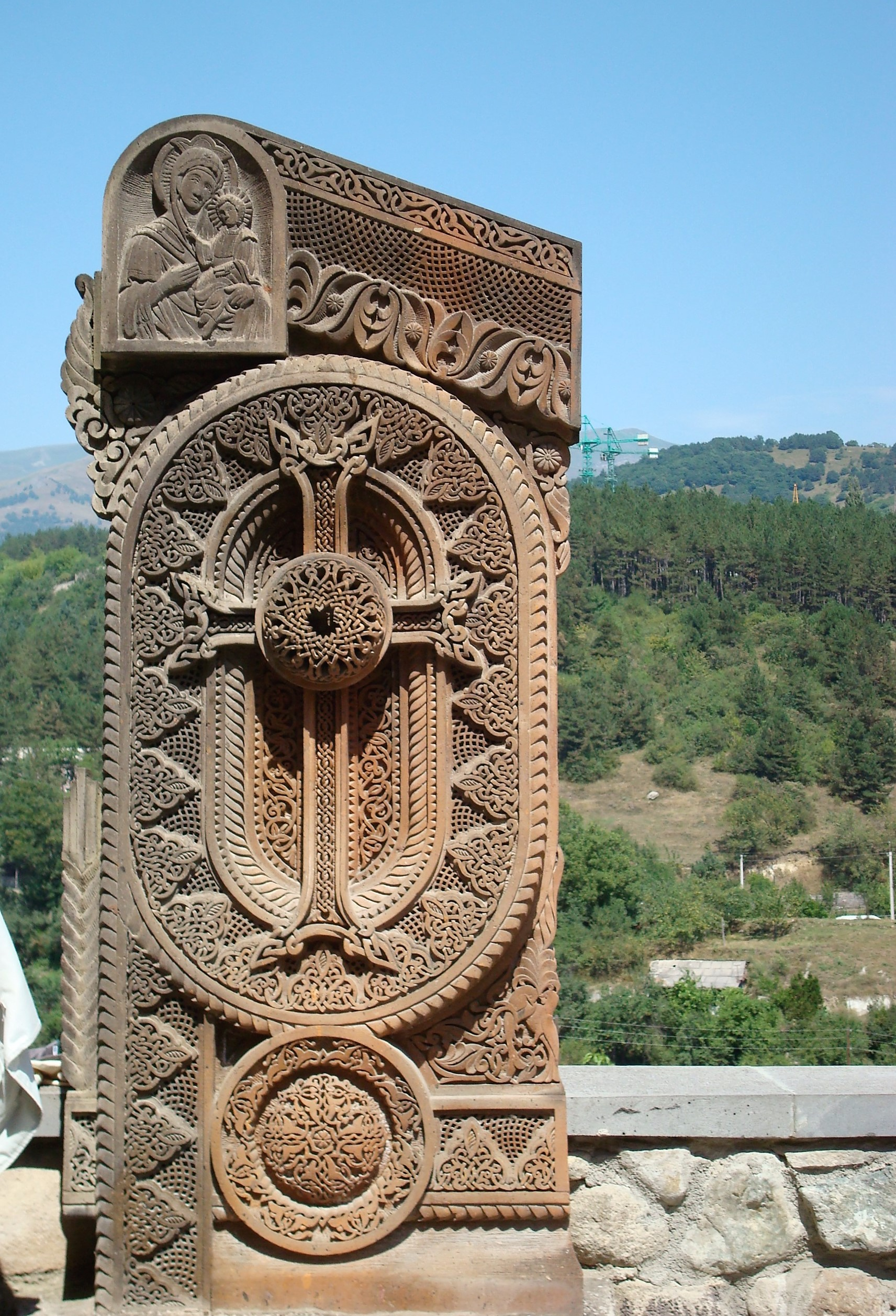
Khatchkar à Gochavank en Arménie.

### Crucifix
Un crucifix est une croix avec la représentation du supplicié. Cette représentation peut être de petite taille à usage domestique, de plus grande taille dans les églises ou monumentale en extérieur. S'il est accompagné de personnages, le plus souvent Marie et Jean, le terme de calvaire est utilisé. Une poutre de gloire ou tref est une poutre placée entre le chœur et la nef au niveau de l'arc triomphal d'une église surmontée d'un grand crucifix au-dessus ou non d'un jubé ; la plus grande partie des jubés ont disparu.
Les crucifix sont fréquemment utilisés dans les églises catholiques, orthodoxes et certaines églises protestantes (luthériennes et anglicanes) ,. La majorité des églises protestantes et toutes les églises chrétiennes évangéliques utilisent uniquement la croix christique ,.

### Plans d'église

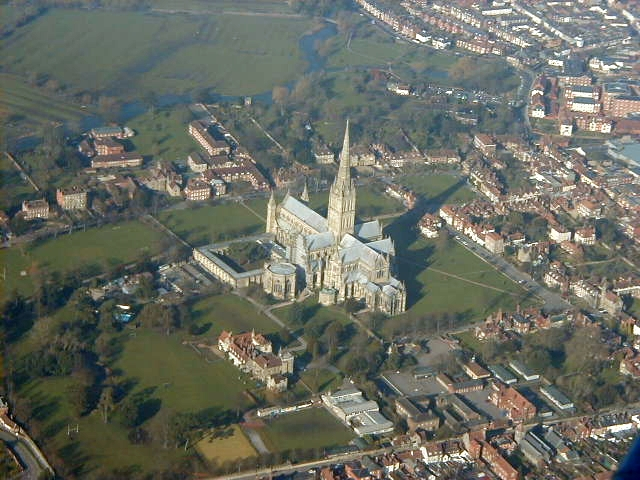
La cathédrale de Salisbury.

Jusqu'au IVe siècle, l'architecture des églises chrétiennes reste rudimentaire et ne suit pas de schéma défini. Avec l'avènement officiel du christianisme, les constructions adoptent le plan basilical rectangulaire des édifices civils de l'Empire, puis évolue de plus en plus vers la forme de la croix.
La forme de croix latine est fréquente dans l'architecture des églises et chapelles catholiques. L’empreinte de l’édifice au sol reprend le schéma rectangulaire du plan basilical tout en l'adaptant au tracé de la croix : la nef correspond à la poutre verticale, le transept à la traverse, le chœur à l'intersection.
L'église à croix inscrite est la forme architecturale qui a dominé dans l'Empire byzantin. Les premières églises à croix inscrite furent probablement construites au VIIIe siècle et la forme est toujours en utilisation dans l'Église orthodoxe.

### Signe de croix
Dès l'époque de Tertullien, le fait de tracer une croix sur le front, en guise de protection et en signe d'appartenance à la communauté chrétienne, a une valeur rituelle.
Initialement tracé sur le front avec le pouce, ce geste a évolué au fil du temps et des schismes qui ont séparé les Églises chrétiennes.
Il reste le signe d'affirmation des chrétiens orthodoxes et catholiques lorsqu'ils le font sur eux. Pour les catholiques, ce geste, répété au cours de chaque messe, équivaut à une profession de foi qui symbolise leur appartenance au « corps du Christ » qu'est l'Église. Les liturgies orthodoxes sont ponctuées de nombreux signes de croix qui s'effectuent de droite à gauche et non de gauche à droite comme chez les Latins.
En ce qui concerne les Églises protestantes, seuls les luthériens, anglicans High Church et les méthodistes utilisent ce rite.

## Controverses
En 2014, le Parti communiste chinois a débuté un programme consistant à retirer les croix extérieures des bâtiments d’église « pour des raisons de sécurité et de beauté » , . En 2016, 1 500 croix avaient été retirées. En 2020, cette campagne a reprise, justifiée par le fait que certaines croix étaient plus hautes que le drapeau national chinois.